# فائض المصاوغ المرآتي
فائض المصاوغ المرآتي (اختصاراً ee)  هو مقياس يستخدم في الكيمياء الفراغية لدرجة نقاوة المركبات اليدوية، إذ يعبر عن مدى وجود مصاوغ مرآتي في المزيج بالنسبة للمصاوغ الآخر، وذلك بالنسبة المئوية.

## التعريف
يعرف فائض المصاوغ المرآتي رياضياً بأنه الفرق المطلق بين الكسر المولي لكل مصاوغ ضوئي.
{\displaystyle \ ee=|F_{R}-F_{S}|}
حيث
{\displaystyle \ F_{R}+F_{S}=1}
وعادةً ما يعبر عنه بالنسبة المئوية:

| {\displaystyle \ \%ee=({\|}F_{R}-F_{S}{\|}\times 100)\ } | \| \| \| \| \| \| \| \| | (1) |
|                                                          |                         |     |
|                                                          |                         |     |
بالتالي، ووفقاً للتعريف السابق، فإن فائض المصاوغ المرآتي في المزيج الراسيمي مقداره 0%.